# Lambretta
 (janvier 2024).
 (juillet 2025).
Lambretta est le nom de la marque de scooters fabriqués par la société italienne Innocenti SpA qui doit son nom à son usine de Lambrate près de Milan. L'usine a été créée en 1947 et a cessé ses activités en 1972, avant de sortir de nouveaux modèles en 2018.

## Historique
À la sortie de la Seconde Guerre mondiale, l'entreprise Innocenti SpA, spécialisée dans les tubes industriels non soudés en acier et les échafaudages à montage rapide, voit, comme la majorité de l'industrie italienne, son activité reprendre fortement.
À la recherche de nouveaux marchés pour étendre son champ d'activités, Ferdinando Innocenti s’oriente vers un besoin particulier de la nouvelle vie civile : le transport populaire.
À l'instar de Piaggio et sa Vespa, le scooter va devenir le produit principal du nouveau département transports d'Innocenti qui, dès 1956, se lance également dans la construction automobile.
La maison Innocenti dessine son premier scooter (dit « modèle A ») en 1947 dans son usine de Lambrate près de Milan. L'endroit donne son nom au scooter puis, à la marque : Lambretta. Elle fait figure d'icône au sein du mouvement Mods.

## Modèles

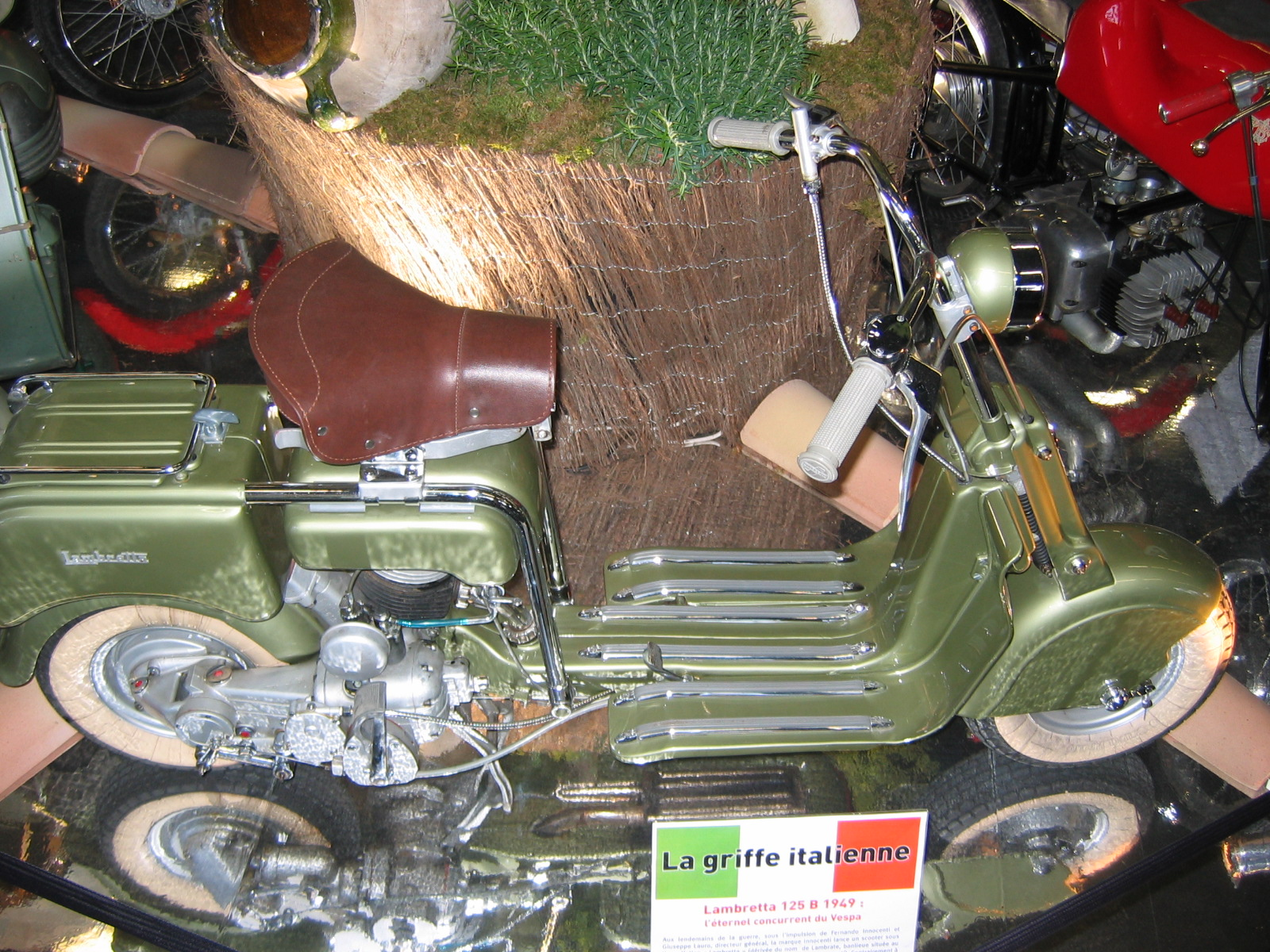
Lambretta 125 B.

Le Lambretta A est un scooter biplace à moteur central monocylindre 2-temps, de 123 cm3, avec transmission par arbre sous carter faisant bloc avec le moteur. Il possède trois vitesses à commande au pied et atteint la vitesse de 70 km/h sur ses roues de huit pouces. Le châssis tubulaire comprend une partie centrale à section carrée surmontée de tubes ronds supportant la selle, le réservoir et le coffre. Sur ce premier modèle, il n'y a pas de suspension arrière.
Il est suivi, en 1948, par le modèle "B", assez similaire, mais avec une suspension arrière, des roues plus larges, une commande des vitesses par poignée tournante et un compteur de vitesse.
En 1949 apparaît le premier triporteur sous la marque « LAMBRO » sur la base du modèle "B". En France, mais avec un moteur différent, le triporteur sera diffusé sous le label « P. Vallée ».

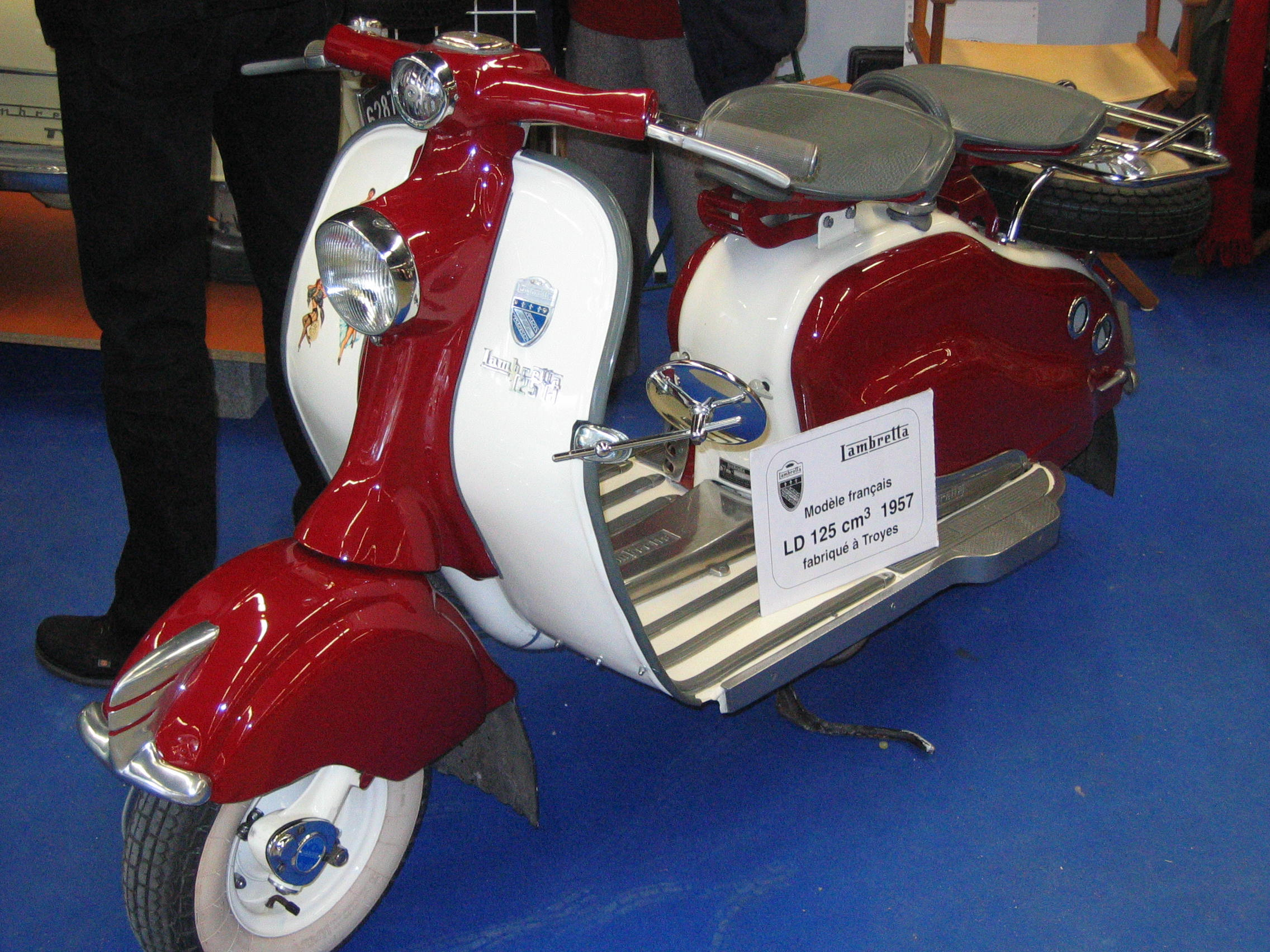
Lambretta 125 LD.

1950 voit l'arrivée du modèle "C" qui abandonne le cadre à section carrée pour un cadre monotube rond, mais qui conserve la même disposition de base sous un aspect simplifié, réduit à l'essentiel.
Une version luxe du C est produite avec des ailes pour couvrir le moteur et un tablier complet : le Lusso C ou LC.
Après quoi, sort, en 1951, le modèle "D" en 125 et 150 cm3, très proche du "C", avec un refroidissement par air forcé pour le 150 D et une vitesse maximum de 80 km/h. La version carénée suit également, c'est le fameux "LD" produit jusqu'en 1959 en 125 et 150 cm3 pour 5 et 6 ch, y compris en France près de Troyes où la SIT (Société Industrielle de Troyes) produit les Lambretta LD françaises. Au début, la carrosserie est similaire à celle du LC, seule la couleur diffère (marron pour LC, gris bleu pour LD). Toutefois, la réglementation française impose un phare de plus grande dimension. Les premières LD ont donc une collerette agrandie pour accueillir un phare aux normes françaises, avant que soit ajouté un élément central au tablier et comportant un logement de phare redessiné et agrandi, en 1953. Dans le même temps, la selle, qui était celle du LC (cuir et ressorts) devient sur le LD une élégante selle en caoutchouc galbée de couleur bleue.

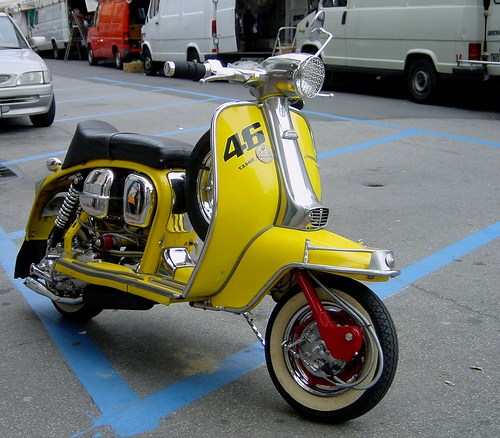
Lambretta new look.

Le "LD" se fait au fil des années d'utilisation une solide réputation de fiabilité auprès de ses utilisateurs, et son moteur centré lui donnerait également une meilleure tenue de route que son concurrent, le Vespa de Piaggio.
Des essais de scooters économiques sont aussi réalisés avec les modèles "F" et "E", forcément moins prestigieux.
L'année 1957 représente un tournant pour les scooters Lambretta. Le TV 175 (Turismo Veloce 175) apparaît. C'est un design entièrement neuf, toujours sur châssis tubulaire avec deux particularités qui ont accompagné Lambretta jusqu'à son extinction : le moteur horizontal refroidi par air forcé et le garde-boue avant fixe.
Le TV 175 série I se veut sportif, équipé de quatre vitesses, de roues de dix pouces, son 175 cm3 de 8,6 ch lui permet de dépasser (de peu) le mur des 100 km/h. Il loge encore le phare dans le tablier et est équipé en série d'une grande selle biplace. Produit jusqu'en 1959, son moteur souffre de fragilité.
Sur la même base, Innocenti sort les Li 125 et Li 150, plus populaires avec leurs deux selles individuelles et des performances de 75 et 85 km/h. Les Li série I bénéficient d'un moteur horizontal fiabilisé, à transmission par chaîne sous bain d'huile, qui devient la base technique de tous les moteurs Lambretta à suivre.
La "Li série II" en 1959 transforme un peu les TV 175, et LI 125 et 150, en déplaçant le phare sur le guidon, et apporte quelques menues améliorations techniques et innovantes qui favorisent les performances.
La "Li série III" sort en décembre 1961. Pour cette fois, le modèle populaire "Li" est le premier à être commercialisé.
Le changement est assez drastique, la ligne ronde et curviligne des séries I et II est abandonnée au profit de ce qu'on appellera la slim line (ligne fine). La ligne générale du scooter est beaucoup plus tendue.

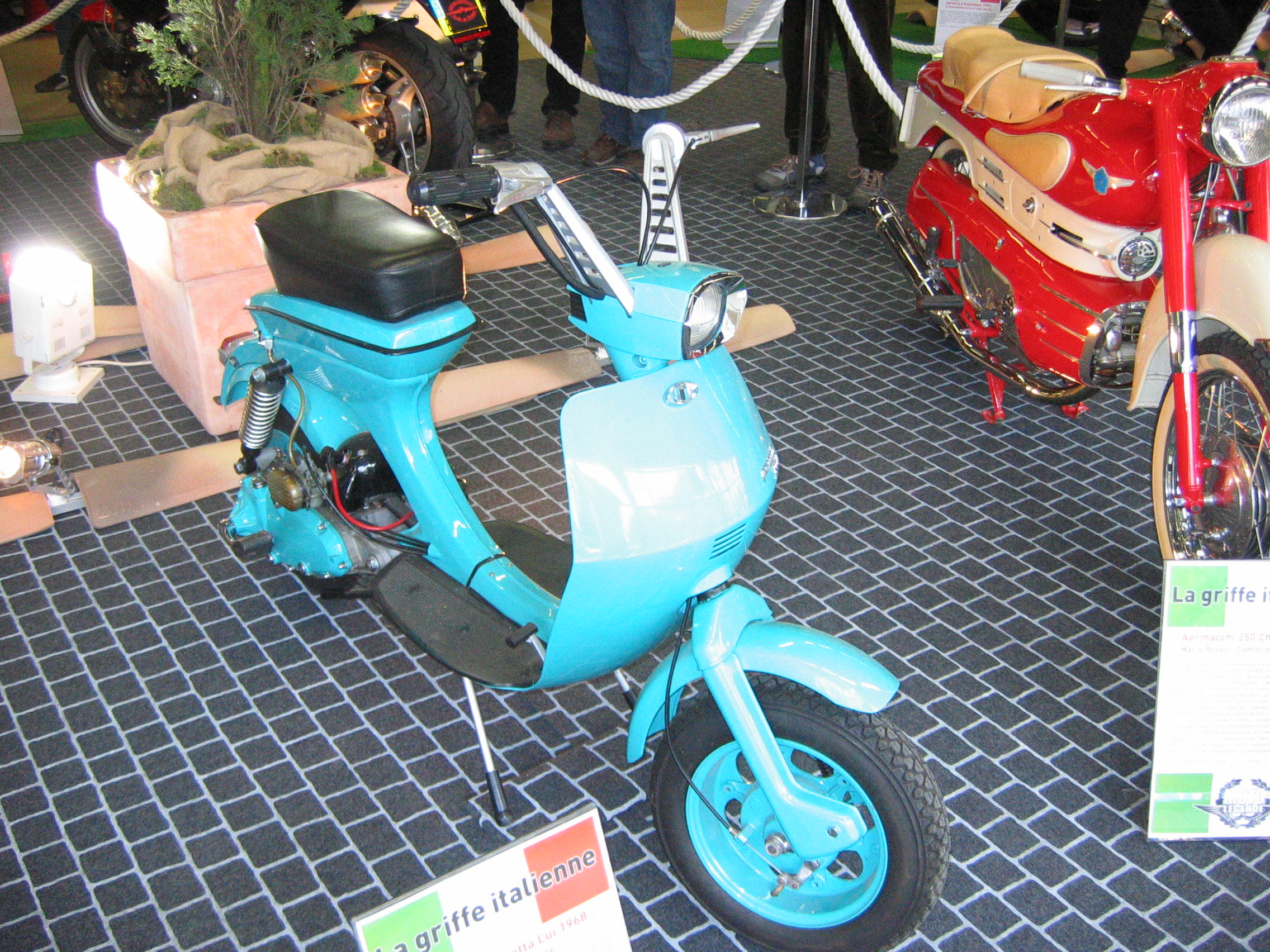
Innocenti Lambretta Lui.

Mais il y a plus qu'un seul changement de ligne, le "TV 175 série III" sort en 1962 avec une évolution de la slim line : guidon avec feu[Quoi ?] octogonal, nouvelle descente[Quoi ?] et grille de klaxon, garde-boue redessiné. Le TV est un des premiers deux-roues équipé en série d'un frein avant à disque (mécanique, flottant dans le moyeu). Il sort tout d'abord avec les mêmes ailes que le Li, mais bénéficie bientôt d'un nouveau design d'ailes.
Le "TV" partage son design (hormis le frein à disque) avec le "Li 150 Special" sorti en 1963, un modèle intermédiaire entre le populaire "Li" et le sportif "TV". Sur cette base sont déclinés en 1968 les "Special 125" et "SX 150" quasi identiques au Special, et le "SX 200" avec frein à disque, dont la nouvelle paire d'ailes cache un 200 cm3 de 11 ch, donné pour 107 km/h.
Innocenti fait aussi quelques tentatives de design, comme son concurrent Vespa, avec des coques autoporteuses (Junior 100, J 50…) pour des résultats et des succès très relatifs.
En 1968, la firme fait appel aux services du designer Bertone pour ses nouveaux modèles. Il va tout d'abord concevoir une nouvelle gamme de petites cylindrées avec les "Vega" et "Lui", sortes de scooters minimalistes et futuristes, trop peut-être. La niche marketing que le Ciao de Piaggio prend plus tard échappe à Lambretta : il est trop tôt.
En 1969, Bertone pousse la slim line à son paroxysme, en tirant encore plus les lignes et en adoptant l'esthétique et le feu[Quoi ?] rectangulaire à la mode pour les voitures de rallye de l'époque : ce sera le "DL" (De Luxe) 125, 150 et 200. Les performances des trois motorisations sont également revues à la hausse, le "DL 200" (appelé « GP Grand Prix » sur le marché britannique) atteint la barre des 110 km/h.
Ce scooter est le dernier des Lambretta avant la relance de la marque fin des années 2010.

## La fin et le renouveau
Dès la fin des années 1960, Innocenti produit déjà des automobiles sous licence BMC et notamment la Mini. La division Innocenti Transports est rachetée par British Leyland en 1972, et arrête la production des scooters. L'entreprise rencontre déjà un certain nombre de problèmes, dus, selon les historiens officiels[pas clair][réf. souhaitée], à la situation du marché, l'action des syndicats, le manque de support des politiques et l'état de santé de Luigi Innocenti qui a succédé à son père Ferdinando, décédé en 1966. BMC au bord de la faillite en Grande-Bretagne revend Innocenti Automobiles à De Tomaso qui revend la société à Fiat en 1990.
La complexité de production des scooters Lambretta n'est sans doute pas étrangère non plus à cette situation, le nombre de pièces et les processus de construction étant, par exemple, beaucoup plus nombreux que ceux d'une Vespa.
Cependant, au milieu des années 2010, la firme Innocenti SA relance Lambretta. S'ensuit la sortie de nouveaux modèles comme les V50 Spécial, V125 Spécial et V200 Spécial. Lors du salon EICMA 2019 en Italie, Lambretta présente le nouveau G-Spécial 325 cm3. En février 2020, la version électrique haute puissance du G-Special est lancée au Delhi Auto Expo. Lambretta a pour objectif de devenir le numéro 1 mondial du segment des marques de scooters classiques italiens avant 2028. Avec 610 revendeurs répartis dans 37 pays[source secondaire nécessaire], Lambretta a consolidé la reconnaissance mondiale de sa marque de style de vie née à Milan en 1947. La société KSR Group se charge de la distribution de la marque en Europe.

## Licences à l'étranger
La renommée mondiale de Lambretta est confirmée par le nombre important de pays où les modèles ont été produits sous licence, principalement l'Espagne, l'Argentine, le Brésil, la France, l'Allemagne, l'Inde. Dans une moindre mesure, d'autres États dans le monde ont accueilli des chaînes de montage de l'une des nombreuses séries de Lambretta.

### Allemagne
Après la faillite de sa division automobile en 1929, rachetée par Fiat, la société NSU Motorenwerke AG a continué la fabrication de motos. Le succès de la Lambretta a incité NSU, qui n'avait produit qu'un seul modèle de motocyclette, la NSU Quickly de 50 cm3, mais jamais de scooters, à acquérir en 1950, une licence de fabrication pour les scooters Lambretta LC et LD 125 puis, la version plus puissante « 150 » en 1954, commercialisés sous la marque « NSU-Lambretta » jusqu'en 1957. 117 045 exemplaires de Lambretta ont ainsi été fabriqués en six ans. NSU a poursuivi la fabrication du modèle sous l'appellation « NSU Prima » jusqu'en 1964, en 160 645 exemplaires. NSU abandonne ensuite très brutalement la production des deux-roues, espérant refaire fortune avec l'automobile, mais il doit faire face à la crise de 1968.
Pour éviter une seconde faillite, Audi rachète NSU en 1969 mais doit arrêter toutes les activités NSU, à la suite de sa faillite en 1977. L'outillage pour la fabrication des scooters Lambretta, installé chez NSU, a été vendu en 1963 à la société yougoslave Pretis à Vogošća, près de Sarajevo, où les Prima III et V ont été fabriqués sous le nom de « NSU-Pretis » pour le marché yougoslave.
NSU aura eu le mérite d'exporter les scooters Lambretta aux États-Unis, chose que la maison mère Innocenti n'avait jamais réalisée.
| Photo | Modèle                              | Moteur et cylindrée (cm3)       | Puissance (ch à tr/min) | Période                 | Production | Remarques                     |
| ----- | ----------------------------------- | ------------------------------- | ----------------------- | ----------------------- | ---------- | ----------------------------- |
|       | NSU-Lambretta 125 NSU-Lambretta 150 | Innocenti 123,1 Innocenti 148,9 | 4 à 4 200 6 à 4 500     | 1950 - 1954 1953 - 1957 | 117 045    | Licence Lambretta             |
|       | NSU Prima D 150                     | NSU 146                         | 6,2 à 5 200             | 1956 - 1960             | 76 911     | Lambretta 150 avec moteur NSU |
|       | NSU Prima V 175                     | NSU 175                         | 9,5 à 5 200             | 1957 - 1964             | 31 518     | Lambretta 150 avec moteur NSU |
|       | NSU Prima III 150                   | NSU 146                         | 7,7 à 5 200             | 1957 - 1964             | 52 216     | Lambretta 150 avec moteur NSU |

### Espagne
En Espagne, la première licence Lambretta est concédée à la société Serveta qui en fait l'acquisition en 1952. Quasiment tous les modèles italiens ont été fabriqués en Espagne avec des mises à jour continues à partir de janvier 1954. Après l'arrêt de la fabrication dans les usines milanaises en 1972, les modèles produits en Espagne ont été exportés en Italie. À partir du début des années 1980, le volume des ventes commence à fléchir inexorablement. En 1982, le nom Serveta est abandonné et l'usine espagnole commercialise ses modèles sous la marque « Lambretta SAL ». En 1985, la production est transférée d'Eiber à Amurrio. En 1989, le marché n'étant plus suffisant, la société décide d'arrêter la fabrication.

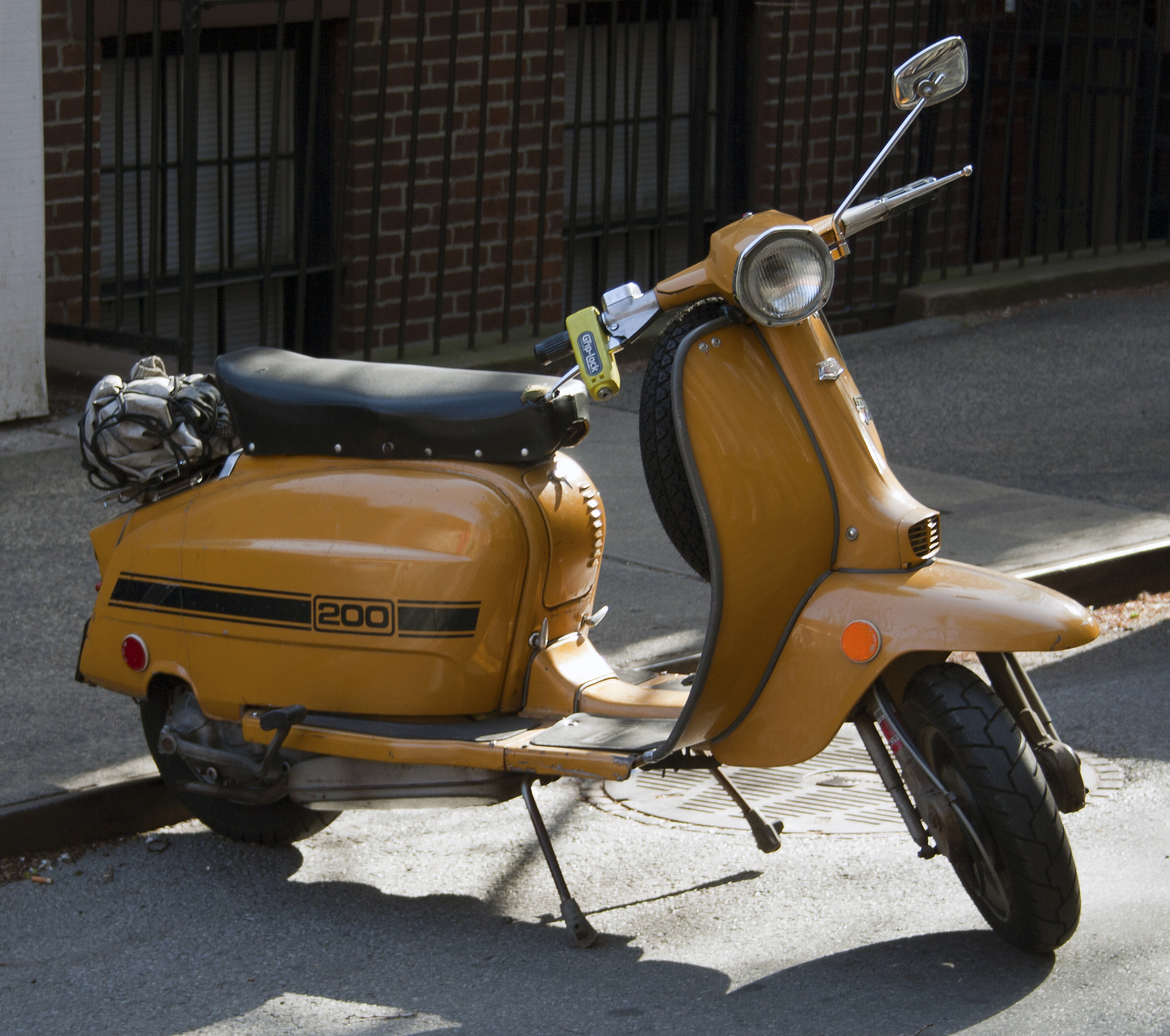
Scooter Lambretta Serveta Jet 200.

#### Principaux modèles fabriqués
- Scooters
  - Lambretta D/LD 125/150 cm3 – (1953-58)
  - Lambretta Li 125/150 cm3 IIe série – (1959-66)
  - Lambretta TV 175 (1963- )
  - 150 Special - (1966- )
  - JET 200 - 200 cm3 - (1966-)
  - Pony 200 - (1973-89)
  - 125/150 - (1975-83)
  - Li Scooter Line 62 séries I-II-III (1962-89)
  - Lince 125/150/200 cm3 (1983- )
  - Pony 200 - (prototype 1989)
- Triporteurs
  - Lambretta FB
  - Lambretta FC

### France
En 1951, Ferdinando Innocenti, patron du groupe Innocenti S.p.A. et de Lambretta, accorde à Robert Fenwick la licence pour fabriquer les scooters Lambretta en France par la société Lambretta SIT (Société Industrielle de Troyes) dans l'usine Fenwick de Saint-Julien-les-Villas, près de Troyes. Les tout premiers lots de Lambretta LD 125 Mk1 vendus en France sont des modèles importés d'Italie. La fabrication des scooters commence réellement au début de l'année 1952, à raison de 280 exemplaires par jour. Le cadre du scooter est similaire au "Lambretta LC" italien, seule la couleur différe. Le modèle italien est marron et le français gris bleu.
En 1960, il est décidé d'arrêter la production en France. Le dernier scooter Lambretta-SIT sort des chaînes de montage en septembre 1960, le dernier triporteur en octobre 1961. La justification de cette décision tient à plusieurs facteurs qui pèsent lourdement sur les ventes :
- la guerre d'Algérie maintient sous les drapeaux pendant deux ans de jeunes conscrits et donc les clients potentiels ;
- la nouvelle législation française sur les casques de protection ;
- deux fortes hausses successives de la TVA ;
- le coût prohibitif de l'assurance qui subit une augmentation de 1 000 %, au point qu'il était devenu rare de voir circuler une moto sur les routes de France. Cette situation perdure tout au long de la décennie 1960. Seuls les cyclomoteurs, classés comme des vélos motorisés, échappent à cette hausse des coûts et maintiennent leur popularité ;
- l'essor de l'automobile comme moyen de transport.

La fabrication des scooters Lambretta à Troyes a duré une dizaine d'années, 196 377 scooters ont été produits entre 1951 et 1961 et 10 000 triporteurs Lambretta F.300.
Les caractéristiques des modèles Lambretta France et leurs productions annuelles sont les suivantes :
| Photo | Modèle                                                             | Moteur et cylindrée (cm3)                                                  | Charge utile | Période                                                              | Production  | Remarques |
| ----- | ------------------------------------------------------------------ | -------------------------------------------------------------------------- | ------------ | -------------------------------------------------------------------- | ----------- | --- |
|       | Lambretta D 125 Lambretta LD 125 Lambretta SX 125 Lambretta LD 150 | Innocenti D 123,1 Innocenti LD 123,1 Innocenti SX 123,1 Innocenti SX 148,9 |              | Mai 1952 - 1957 195x - Sept. 1960 195x- Sept. 1960 195x - Sept. 1960 | 196 377     | Identiques aux modèles italiens                                                                                          |
|       | Lambretta F 300                                                    | Innocenti FLI 123,1                                                        | 400 kg       | Nov. 1950 - 1954 1955 - Oct. 1961                                    | Env. 10 000 | Identiques aux Lambretta FD 125 et Lambro FDC 125 italiens avec cabine ouverte, châssis nu, fourgonnette et fourgon tôlé |

### Inde
L'Inde est certainement le pays où les modèles Lambretta produits sous licence Innocenti, ont été les plus nombreux et commercialisés le plus longtemps par deux sociétés différentes : API (Automobile Products of India (en)), société mixte publique-privée implantée à Bombay de 1955 jusqu'en 1972. La licence d'origine impose que les modèles fabriqués ne soient commercialisés que sur le territoire indien. La première série est assemblée en CKD localement avec contrôle qualitatif italien avant que API n'achète une licence complète et que la production utilise des composants locaux, comme imposé par la loi indienne, l'année suivante.
Après le rachat de la division Innocenti Transport par BMC en 1972, la direction britannique décide d'arrêter la production de scooters en Italie et vend (sous la pression du gouvernement indien) tout l'outillage à la société d'État SIL, créée spécialement à cet effet. La licence de production est alors retirée à API qui continue malgré tout à produire les modèles Lambretta de manière autonome avec des composants locaux jusqu'en 1992. S.I.L. (Scooters India Ltd.), société d'État, implantée à Lucknow, démarre immédiatement la fabrication grâce à l'outillage transféré avec les licences de fabrication des scooters et triporteurs. Les modèles A.P.I. sont renommés pour éviter toute confusion. La fabrication des fameux tuk-tuk connaît un succès sans précédent au point qu'ils restent en production jusque dans les années 2000. La production des scooters est arrêtée en 1997. Les modèles Lambretta sont ainsi fabriqués pendant 25 ans sans changements. S.I.L. produit le dernier scooter, un Lambretta DL 200, en août 1997 et se concentre sur les triporteurs. La société ferme en 2021.

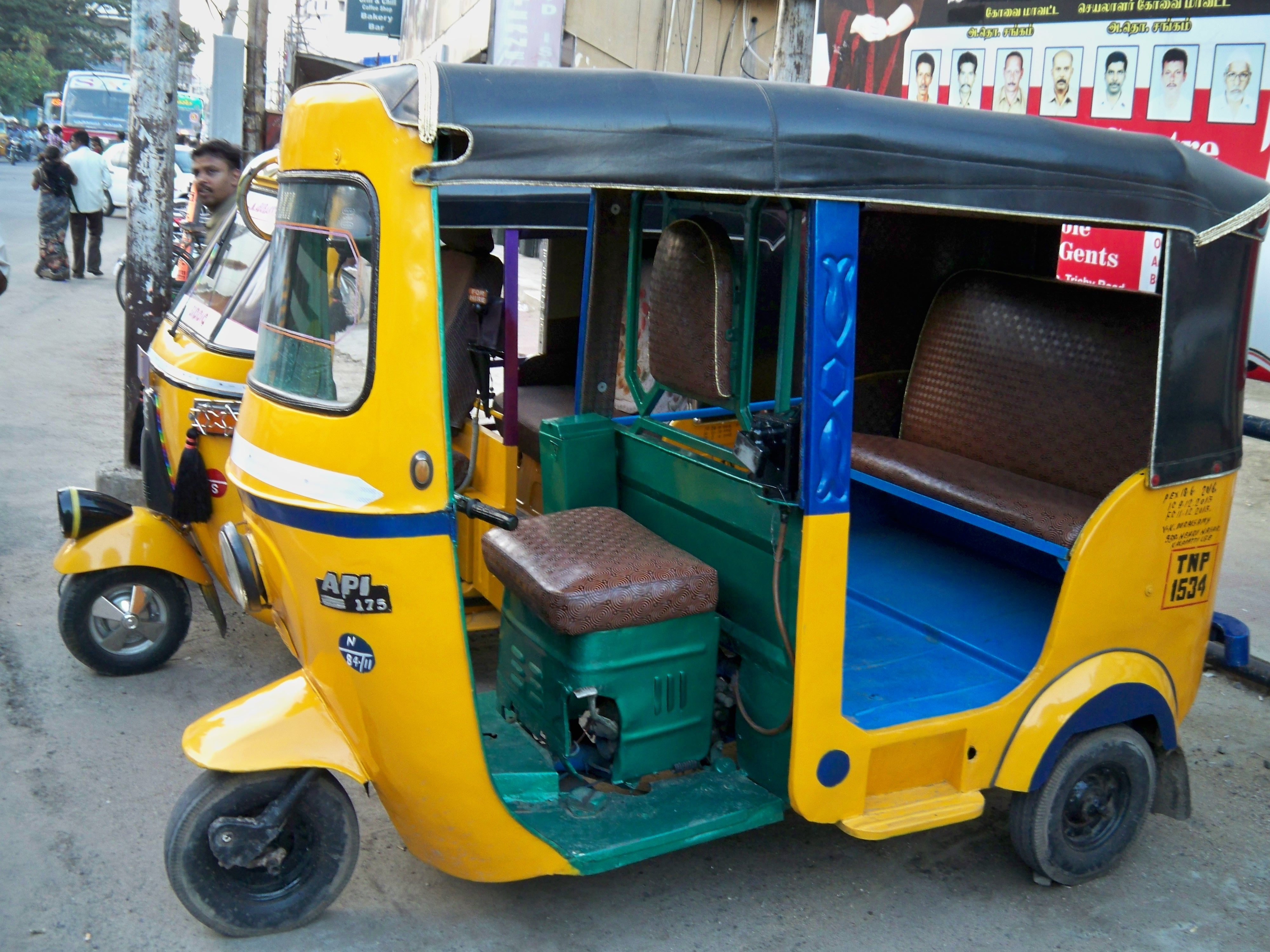
Tuk-tuk Lambretta API 175 à Coimbatore (Inde) en 2012.

#### A.P.I.
- Scooters
  - Lambretta LI150 série 2 - scooter
  - Lamby 150 - scooter
  - Lamby Polo (150) - scooter
  - MAC 175 S - scooter
  - Lambretta DL 125/150/200 - scooter
  - Lambretta GP - scooter
  - Lambretta J - scooter
- Triporteur
  - API Lamby rickshaw / Lambretta rickshaw - Triporteur Tuk-tuk

#### S.I.L.
La société d'État S.I.L. (Scooters India Ltd.) a fabriqué les scooters Lambretta et les a commercialisés sous les marques « Lambretta » à l'exportation, « Vijai » sur le marché indien et les triporteurs Lambretta Lambro sous la marque « Vikram ».
- Scooters
  - Lambretta GP150 - scooter
  - SIL-Lambretta GP200 - scooter
  - Vijai Super - scooter
  - Vijai Deluxe - scooter
  - Vijai Vulcan - scooter
  - Allwyn Pushpack - scooter
  - Vijai Grand Prix 150 - scooter
- Triporteurs
  - Vikram 450D/750D/750D (WC)
  - Vikram 410G/600G
  - Vikram EV

### Amérique latine
Les productions Lambretta trouve leur place dans quasiment tous les pays d'Amérique latine.

#### Argentine
Dès la fin des années 1940, un lot de deux mille Lambretta est exporté en Argentine et vendu en très peu de temps. Au vu de ce succès, Lambretta accordé les licences à un producteur local à qui Innocenti a déjà cédé une licence à sa filiale SAIT pour produire des tubes sans soudure pour l'industrie pétrolière. À partir de 1950, les premiers scooters Lambretta D et Ld, renommés « Siambretta », sont assemblés dans les usines argentines de la société SIAM, suivis de la série Li, puis le Lambretta Li Mk2 en 1960. La série TV 175 est également produite par SIAM mais dans une version simplifiée techniquement et esthétiquement. La production prend fin en 1970 mais l'outillage est racheté par une petite entreprise qui recentre la production sur les triporteurs Lambretta Lambro, similaire à ceux produits sous licence en Inde.
La société SIAM a exporté les scooters Lambretta pour y être assemblés en CKD au Chili.

#### Brésil
Au Brésil, Lambretta crée une filiale « Lambretta SA » dans le quartier Lapa de São Paulo pour fabriquer, à partir de 1955, les modèles des séries D et Ld à plus de 50 000 exemplaires par an. En 1960, Lambretta cède la majorité du capital de la société qui prend le nom de « Cia. Industrial Pasco Lambretta », renommée « Brumana e Pugliese S/A » en 1971. À cette époque, les marques japonaises à peine arrivées sur le marché brésilien exercent une concurrence rude avec des prix très bas. La dernier modèle brésilien de Lambretta est lancé en 1979, la Lambretta Tork, trois ans avant que l'entreprise ne ferme définitivement ses portes.

#### Colombie
En Colombie, la société « Auteca » (Auto Technica Colombia) commence à assembler des scooters sous licence en 1960, la gamme Lambretta Séries 3 Slimstyle, Serveta/Eibar d'Italie, mais également avec les modèles fabriqués en Inde, les Lambretta DL/GP.
La production de scooters Lambretta se poursuit même après l'arrêt de la fabrication en Italie, grâce aux accords de collaboration signés avec Bajaj of India, aves des scooters Piaggio Vespa en utilisant la technologie et l'outillage Vespa des années 1960.

### Malaisie
Dans les années 1960, Lambretta dispose d'un atelier à Johor qui produit des scooters Lambretta SX 150, avec des composants importés d'Italie.

## Lambretta et le sport

### Records sur circuit ou autoroute
Motivé par la concurrence avec Vespa et le besoin de reconnaissance, Lambretta s'attache à battre des records de vitesse non seulement sur scooter, mais aussi sur deux-roues en général, entre 1949 et 1951, dans les catégories 125 et 175 cm3. Des versions diverses des modèles C et D, du légèrement caréné à la torpille, battent plus d'une cinquantaine de records pendant cette période, jusqu'au kilomètre lancé à 201 km/h en 125 cm3, record après lequel Piaggio déclare finalement forfait. Ce record demeure à ce jour en seconde position dans la catégorie des 125 cm3. Nombre de ces records sont enregistrés sur l'autodrome de Linas-Montlhéry. En 1949, avec un scooter presque de série piloté par Angonoa, Brunori, Rizzi et Umberto Masetti, établissant treize records mondiaux en catégories 125 et 175 cm3, sur l'autoroute de Rome à Ostie, dont les 500 milles à 95 km/h. En 1950, Masetti, Mascherini, et Dario Ambrosini, tentent de battre des records à Montlhéry, pour couvrir une longue durée et courent 100 km à 126 km/h.

### Courses sur routes
Particulièrement prisées des Britanniques, les courses amateurs sur différents types de voies dans la même épreuve connurent un certain succès.
[source secondaire nécessaire]L'Île de Man, connue pour ses courses de deux-roues motorisé, est, par exemple, dans les années 1960 et début 1970, le théâtre de multiples épreuves du genre sur ses routes improbables et ses sentiers. Les séries III purent croiser le fer avec les SS180 et Rally de chez Vespa, en profitant des légendaires conditions météo du lieu. Clou de l'épreuve, le passage à pleine vitesse du Druidhale, mare barrant l'un des sentiers du prétendu circuit. Qui a déjà tenu un guidon sur les minuscules routes de cette île comprend aisément l'aspect totalement déraisonnable de ces épreuves, et donc leur attrait sans pareil. Nombre de Lambrettistes accordent d'ailleurs aujourd'hui[Quand ?] plus d'importance à ces épreuves amateurs qu'aux records d'usine, et les configurations racer qui leur sont attachées sont toujours très appréciées.

## Modèles Lambretta fabriqués en Italie
La liste ci-dessous reprend les modèles fabriqués en Italie,.

### Scooters
| Photo | Modèle            | Moteur Innocenti Type \| cm3 \| ch | Moteur Innocenti Type \| cm3 \| ch | Moteur Innocenti Type \| cm3 \| ch | Vitesse maxi (km/h) | Consommation (l/100 km) | Période         | Production | Remarques                                                                                        |
| ----- | ----------------- | ---------------------------------- | ---------------------------------- | ---------------------------------- | ------------------- | ----------------------- | --------------- | ---------- | ------------------------------------------------------------------------------------------------ |
|       | A 125             | M                                  | 123,1                              | 4,3 à 4 200                        | 60 / 65             | 2,45                    | 1947-1948       | 9 669      | Deux selles revêtues cuir. Moteur non protégé par carrosserie. Boîte de vitesses trois rapports. |
|       | B 125             | B                                  | 123,1                              | 4,3 à 4 200                        | 60 / 65             | 2,45                    | 1948-1950       | 35 014     | Évolution de la Lambretta A.                                                                     |
|       | C 125             | C                                  | 123,1                              | 4,3 à 4 200                        | 65 / 70             | 2,2                     | 1950-1951       | 87 500     | Évolution de la Lambretta B.                                                                     |
|       | LC 125            | LC                                 | 123,1                              | 4,3 à 4 200                        | 65 / 70             | 2,5                     | 1950-1951       | 42 500     | Deux selles revêtues cuir. Boîte de vitesses 4 rapports.                                         |
|       | D 125             | D                                  | 123,1                              | 5,2 à 4 750                        | 70 / 75             | 2,45                    | 1951-1955       | 122 991    | Structure type Lambretta C.                                                                      |
|       | LD 125 Série I    | LD                                 | 123,1                              | 5,2 à 4 750                        | 70 / 75             | 2,45                    | 1951-1955       | 110 334    | Tous modèles avec démarreur électrique à partir de 1954.                                         |
|       | E 125             | E                                  | 123,1                              | 3,8 à 4 500                        | 60                  | 2,2                     | 1953-1954       | 42 352     | Structure type Lambretta C.                                                                      |
|       | F 125             | F                                  | 123,1                              | 3,8 à 4 500                        | 65                  | 2,2                     | 1954-1955       | 32 701     | Structure type Lambretta C.                                                                      |
|       | D 150             | D                                  | 147,9                              | 6,0 à 4 600                        | 65                  | 2,25                    | 1954-1956       | 54 593     | Deux selles revêtues cuir. Boîte de vitesses 3 rapports.                                         |
|       | LD 150            | LD                                 | 147,9                              | 6,0 à 4 600                        | 65                  | 2,25                    | 1954-1958       | 223 197    | Deux selles revêtues cuir. Boîte de vitesses 3 rapports.                                         |
|       | 48 (en)           | 48A                                | 47,75                              | 1,7 à 5 000                        | 45 / 50             | 1,4                     | 8/1955-3/1961   | 85 549     | Cyclomoteur surnommé « Lambrettino du curé ». Boîte de vitesses 2 rapports.                      |
|       | LD 125 D Série II | LD                                 | 123,1                              | 5,0 à 4 500                        | 65/70               | 2,45                    | 1956-1958       | 65 946     | Deux selles revêtues cuir. Boîte de vitesses 3 rapports.                                         |
|       | TV 175 Série I    | 175TV                              | 169,6                              | 8,6 à 6 800                        | 103                 | 3,2                     | 1957-1958       | 10 086     | Selle longue 2 personnes. Boîte de vitesses 4 rapports.                                          |
|       | Li 125            | 125LI 700                          | 123,1                              | 5,2 à 5 200                        | 65/70               | 2,45                    | 1958-1961       | 153 092    | Deux selles revêtues cuir. Boîte de vitesses 4 rapports.                                         |
|       | Li 150            | 150LI 800                          | 147,9                              | 6,5 à 5 300                        | 85                  | 2,85                    | 1958-1961       | 271 024    | Boîte de vitesses 4 rapports.                                                                    |
|       | TV 175 Série II   | 175TV/2 100                        | 175,0                              | 8,6 à 6 000                        | 105                 | 3,2                     | 1959-1961       | 89 400     | Selle longue 2 personnes. Boîte de vitesses 4 rapports.                                          |
|       | Li 125 Série III  | 125LI 000                          | 123,1                              | 5,5 à 5 200                        | 70                  | 2,45                    | 1959-1961       | 146 734    | Deux selles revêtues cuir. Boîte de vitesses 4 rapports.                                         |
|       | Li 150 Série III  | 150LI 600                          | 147,9                              | 6,6 à 5 300                        | 85                  | 2,85                    | 1962-1967       | 142 982    | Deux selles revêtues cuir. Boîte de vitesses 4 rapports.                                         |
|       | TV 175 Série III  | 175TV/2 500                        | 175,0                              | 8,75 à 5 300                       | 105                 | 3,2                     | 1962-1965       | 60 749     | Selle longue 2 personnes. Boîte de vitesses 4 rapports.                                          |
|       | 150 Special       | 150LI 700                          | 147,9                              | 8,25 à 5 600                       | 90                  | 3,05                    | 1963-1966       | 69 529     |                                                                                                  |
|       | TV 200            | TV/2                               | 198,3                              | 11,0 à 5 700                       | 110                 | 3,3                     | 1963-1965       | 14 982     | Modèle pour l'exportation. Selle longue 2 personnes. Boîte de vitesses 4 rapports.               |
|       | Junior 100        | J100                               | 98,0                               | 4,7 à 5 300                        | 45                  | 1,45                    | 1964-1965       | 17 642     | 1er scooter Lambretta sans châssis tubulaire mais autoporteur.                                   |
|       | Junior 50         | J50                                | 49,8                               | 1,5 à 4 500                        | 45                  | 1,45                    | 1964-1966       | 112 439    | Roues de 10 pouces. Boîte de vitesses 3 rapports.                                                |
|       | Junior 125        | J125                               | 123,1                              | 5,8 à 5 300                        | 80                  | 2,55                    | 1964-1969       | 37 703     |                                                                                                  |
|       | 125 Special       | 125LIS 850                         | 123,1                              | 7,12 à 5 500                       | 85                  | 2,65                    | 1965-1969       | 29 841     | Selle longue pour 2 personnes. Boîte de vitesses 4 rapports.                                     |
|       | SX 150            | SX150 750                          | 147,9                              | 9,4 à 5 600                        | 95                  | 3,15                    | 1966-1969       | 31 238     | Boîte de vitesses 4 rapports.                                                                    |
|       | SX 200            | SX200 830                          | 198,3                              | 11,0 à 5 500                       | 110                 | 3,25                    | 1966-1969       | 20 783     | Boîte de vitesses 4 rapports.                                                                    |
|       | Lambrettino       | 48B                                | 39,0 / 48,46                       | 1,27 à 4 400                       | 40 / 45             | 1,2 / 1,3               | 11/1966-11/1968 | 24 599     | Cyclomoteur. Boîte de vitesses 2 rapports.                                                       |
|       | Li 125 Série IV   | 125LI                              | 123,1                              | 5,5 à 5 200                        | 65                  | 2,35                    | 1967-1969       | 1 400      | Série économique spéciale pour l'exportation. Boîte de vitesses 4 rapports.                      |
|       | Lui 50            | 50                                 | 49,8                               | 1,5 à 4 600                        | 45                  | 1,45                    | 1968-1970       | 27 812     |                                                                                                  |
|       | Lui 75 S / SL     | 75                                 | 74,4                               | 5,0 à 6 300                        | 60                  | 2,05                    | 1968-1970       | 9 402      |                                                                                                  |
|       | DL 50             | 50DL                               | 49,8                               | 1,5 à 4 500                        | 45                  | 1,4                     | 1968-1970       | 28 852     |                                                                                                  |
|       | DL 125            | LI125S 001                         | 123,1                              | 7,4 à 6 400                        | 75                  | 2,35                    | 1969-1971       | 15 300     | En Grande-Bretagne, appelé « GP 125 ». Boîte de vitesses 4 rapports.                             |
|       | DL 150            | SX150 200                          | 147,9                              | 8,25 à 5 600                       | 90                  | 3,05                    | 1969-1971       | 20 048     |                                                                                                  |
|       | DL 200            | SX200 250                          | 198,3                              | 11,9 à 6200                        | 115                 | 3,25                    | 1969-1971       | 9 350      | En Grande-Bretagne, appelé « GP 200 ». Boîte de vitesses 4 rapports.                             |
|       | 50 Special        | J50                                | 49,8                               | 1,5 à 4 500                        | 45                  | 1,45                    | 1970-1971       | 13 599     | Roues de 10 pouces. Boîte de vitesses 3 rapports.                                                |

### Triporteurs
| Photo | Modèle          | Moteur et cylindrée (cm3) | Charge utile | Période           | Production | Remarques |
| ----- | --------------- | ------------------------- | ------------ | ----------------- | ---------- | --- |
|       | FB / FC 125     | Innocenti 123,1           | 200 / 250 kg | 02/1949 - 10/1952 | 5 002      | Premier triporteur produit par Lambretta. Configuration inversée sans cabine : la caisse est devant le pilote.                                            |
|       | FD 125 Série    | Innocenti 123,1 / 147,9   | 300 kg       | 12/1952 - 12/1959 | 11 411     | Triporteur « conventionnel », poste de conduite à l'avant et charge à l'arrière. Ce modèle a continué à être fabriqué en Grande-Bretagne même après 1959. |
|       | FDC 150         | Innocenti 147,9           | 300 kg       | 10/1957 - 05/1959 | 12 118     | 1er modèle avec cabine fermée. |
|       | FLI 175 Série 1 | Innocenti 175             | 500 kg       | 07/1959 - 07/1960 | 10 608     | Cylindrée du moteur passée à 175 cm3 et boîtes de vitesses à quatre rapports.                                                                             |
|       | FLI 175 Série 2 | Innocenti 175             | 500 kg       | 07/1960 - 08/1965 | 40 681     | Modèle le plus populaire resté en production plus de cinq ans.                                                                                            |
|       | Lambro 200      | Innocenti 198             | 500 kg       | 06/1963 - 07/1965 | 18 947     | Le Lambro 200 était équipé du plus gros moteur qu'Innocenti a utilisé sur ses triporteurs.                                                                |
|       | Lambro 550      | Innocenti 198             | 550 kg       | 08/1965 - 12/1967 | 34 756     | |
|       | Lambro 450      | Innocenti 175             | 450 kg       | 10/1965 – 04/1966 | 9 541      | |
|       | 550 N           | Innocenti 198             | 550 kg       | 04/1967 - 03/1969 | 13 806     | |
|       | 500 L           | Innocenti 175             | 500 kg       | 06/1967 – 02/1969 | 7 758      | Moteur reculé derrière la cabine. |
|       | 550 A           | Innocenti 198             | 550 kg       | 02/1968 - 02/1969 | 5 906      | Moteur reculé derrière la cabine. |
|       | 500 V           | Innocenti 198             | 550 kg       | 02/1969 - 12/1969 | 8 166      | Nouvelle cabine carrée. |
|       | 500 M           | Innocenti 198             | 550 kg       | 03/1969 - 12/1969 | 2 591      | Nouvelle cabine carrée. |
|       | 500 ML          | Innocenti 175 et 200      | 550 kg       | 09/1969 - 09/1971 | 4 828      | Triporteur disponible avec deux moteurs au choix, cabine carrée et finition semblable à celle d'une voiture.                                              |
|       | 600 M           | Innocenti 198             | 600 kg       | 01/1970 - 11/1971 | 5 128      | Triporteur avec cabine fermée camionnette ou fourgonnette avec un guidon type Vespa.                                                                      |
|       | 600 V           | Innocenti 198             | 600 kg       | 01/1970 - 01/1972 | 11 326     | Identique au 600 M mais avec un volant de voiture. |

## Anecdote
Le terme de « Lambretta » ou « Lambreta » est couramment utilisé au Portugal pour désigner tout type de scooter, en utilisant une marque commerciale pour désigner un engin quelconque, comme Mobylette, Caddie ou Kärcher qui sont des marques commerciales, à l'image de la chanson Lambreta chantée par le fadiste António Zambujo figurant dans son album Quinto[réf. souhaitée].